# Луцій Кальпурній Пізон Цезонін
Лу́цій Кальпу́рній Пізо́н Цезоні́н (155–107 роки до н. е.) — політичний, державний та військовий діяч Римської республіки, консул 112 року до н. е.

## Життєпис
Походив із впливового плебейського роду Кальпурніїв. Син Луція Кальпурнія Пізона Цезоніна, консула 148 року до н. е. 
У 115 році до н. е. обрано претором. Як провінція з виконання обов'язків Пізону призначається провінція Азія. У 112 році до н. е. обрано консулом разом з Марком Лівієм Друзом. Під час свого консульства встановив кордони між критськими містами Ітан та Єрапита. Також під головуванням Пізона була прийнята постанова сенату щодо колегій грецьких майстрів. У 111 році до н. е. виконував обов'язки проконсула у провінції Цизальпійська Галлія. Після завершення строку проконсульства Пізон був притягнутий до суду Гаєм Клавдієм Пульхром, який звинуватив його у здирництві. Втім, суд Пізона виправдав.
У 107 році до н. е. Кальпурній узяв участь як легат у бойових діях римської армії на чолі із консулом Луцієм Кассієм Лонгіном проти гельветів—тігуринців на чолі із Дівиконом, але під час вирішальної битви при місті Агендікумі (сучасний Ажен) римляни зазнали поразки, а Пізон загинув разом з Лонгіном.

## Родина
- Луцій Кальпурній Пізон Цезонін, квестор 100 року до н. е.
- Кальпурнія